# Тиреоглобулин

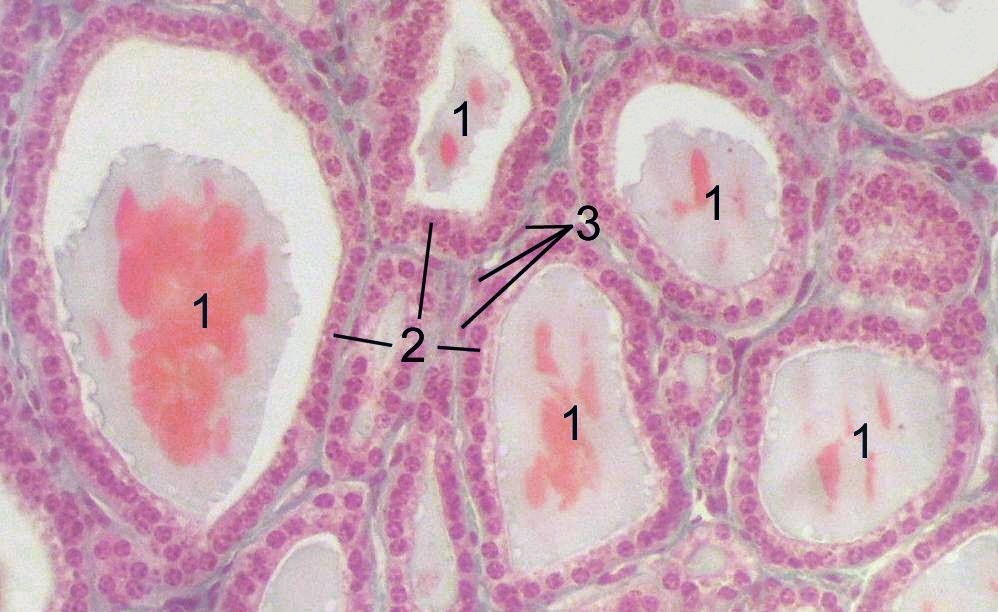
На микрофотографии изображена гистологическая картина щитовидной железы:
Фолликул, заполненный коллоидом (1), клетки фолликулярного эпителия (2), эндотелиальные клетки (3)

Тиреоглобулин (Тг) — протеин с массой 660 кДа, продуцируемый фолликулярными клетками щитовидной железы, который накапливается в её структурно-функциональной единице — фолликуле — как коллоид.
Не следует путать Тиреоглобулин с тироксин-связующим глобулином, отвечающим за перенос тиреоидных гормонов в кровь.

## Функция

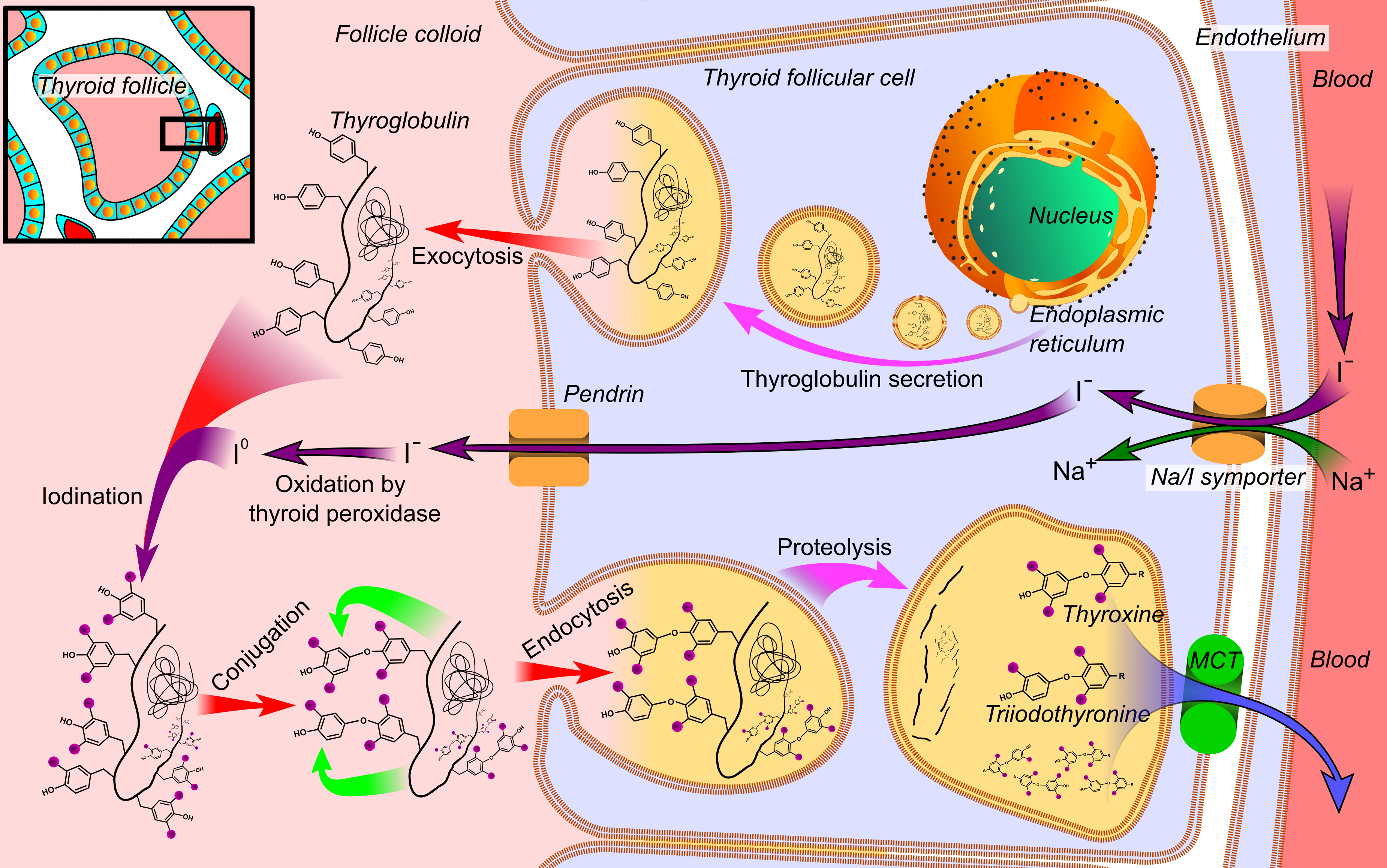
Схема участия тиреоглобулина в синтезе тиреоидных гормонов.

Тиреоглобулин является одним из компонентов, необходимых для синтеза гормонов щитовидной железы: тироксина (T4) и трийодтиронина (T3). В некоторых исследованиях сообщается, что Тг и щитовидная железа — депо йода в организме, ресурсы которого используют в своём метаболизме другие органы: молочная железа, желудок, слюнные железы, тимус и другие. Достоверным фактом является то, что молекула тиреоглобулина, имеющая приблизительно 120 остатков тирозина, способна формировать небольшое количество тиреоидных гормонов (5-6 молекул T3 и T4).
Тг производится тироцитами — эпителиальными клетками щитовидной железы, формирующими фолликулы, в просвете которых и сохраняется ТГ.
Реакцией с энзимом тиреопероксидазой йод ковалентно связывается с тирозиновым остатком молекулы тиреоглобулина, формируя монойодтирозин (МЙТ) и дийодтирозин (ДЙТ).
- Тироксин образуется путём объединения двух молекул ДЙТ.
- Трийодтиронин образуется путём объединения молекулы MЙT и ДЙТ.

Образование тиреоидных гормонов происходит по следующей схеме: йодированная молекула Тг расщепляется протеазами лизосом, высвобождая Т3 и Т4 в цитоплазму тиреоцитов; затем Т3 и Т4 транспортируются через базолатеральную мембрану тиреоцита, откуда попадают в кровяное русло.

## Клиническое значение
У пациентов, больных тиреоидитом Хашимото или болезнью Грейвса часто отмечается повышенный уровень антител к тиреоглобулину. Этот показатель используют в диагностических целях.
Тг используют как надёжный прогностический послеоперационный маркер дифференцированного (папиллярного или фолликулярного) рака щитовидной железы. Кроме того, уровень Тг может быть повышен при болезни Грейвса.

## Взаимодействие с другими молекулами
Тиреоглобулин показал определённое взаимодействие с иммуноглобулин-связывающим белком.